# Triainolepis emirnensis
Triainolepis emirnensis är en måreväxtart som först beskrevs av John Gilbert Baker, och fick sitt nu gällande namn av Cornelis Eliza Bertus Bremekamp. Triainolepis emirnensis ingår i släktet Triainolepis och familjen måreväxter. Inga underarter finns listade i Catalogue of Life.